# 澳門美食節

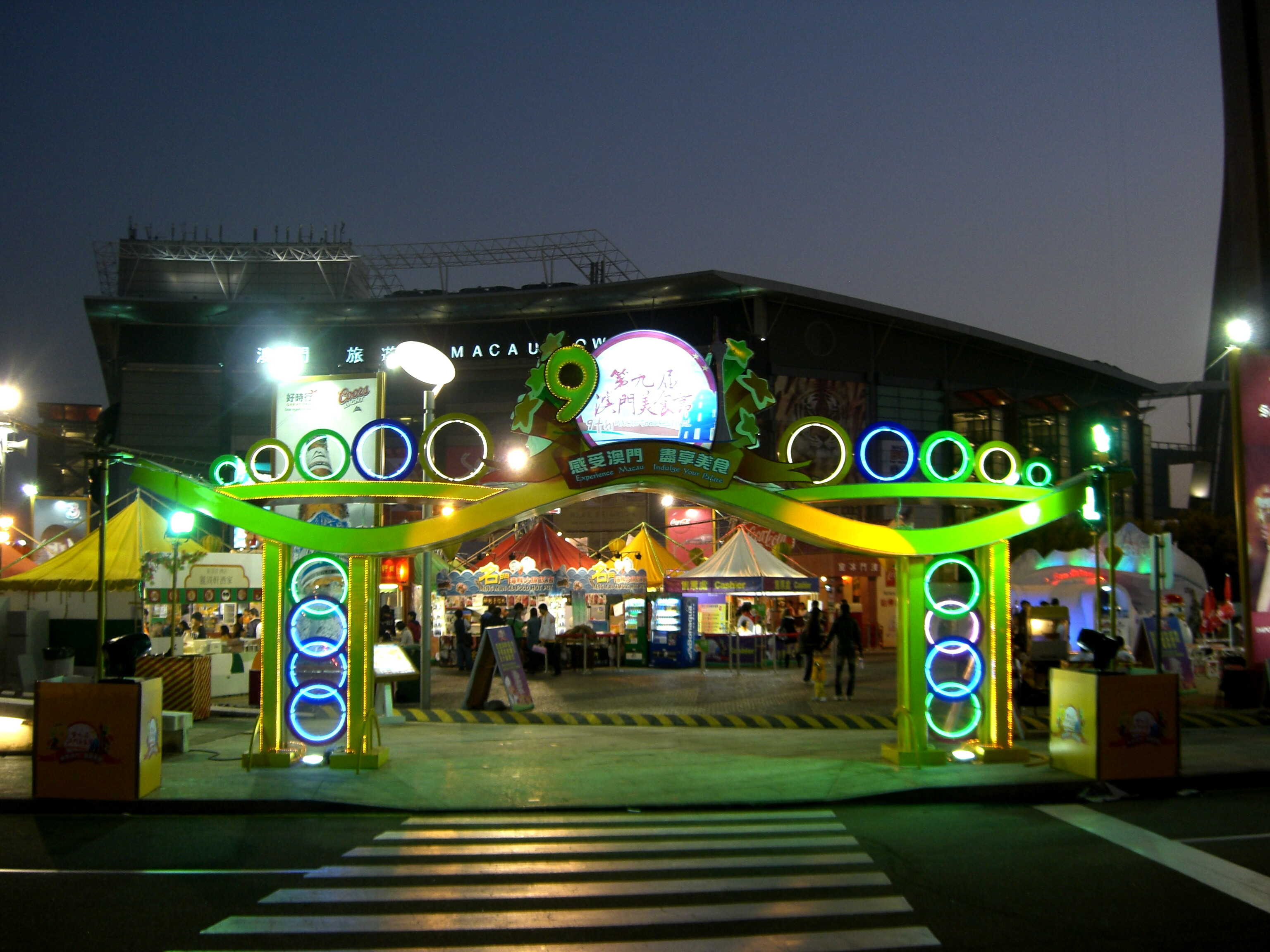
第九屆澳門美食節

澳門美食節（英語：Macau Food Festival）是澳門一年一度的美食嘉年華，第一屆的澳門美食節於2001年末舉辦。美食節的規模不斷擴大，由以本地為主到國際參與，由純粹美食節到美食嘉年華。近年還加插煙花匯演、展覽、攤位遊戲以及歌舞表演等環節，而且更舉辦攝影比賽，推廣攝影活動，使得美食節變得更多元化。由2003年起美食節的舉辦日期更與澳門格蘭披治大賽車配合，讓車迷遊客欣賞賽車之餘，也光臨美食嘉年華品賞各地美食。

## 主、協辦及贊助
- 主辦單位：澳門飲食業聯合商會、澳門飲食業工會
- 協辦單位：澳門新聞工作者協會、澳門中廚協會、澳門西菜麵飽工會及第一屆的日㕑交流協會
- 贊助單位：澳門旅遊局、澳門基金會、民政總署
  - 2006年及2007年的兩次展覽則由澳門博彩股份有限公司冠名贊助

## 模式
由第二屆開始，主辦場地都位於澳門旅遊塔前的西灣湖廣場，由於交通不夠方便，因此主辦單位每年都設有免費專線巴士接載居民及遊客來往中區及活動場地，但自從工人球場於2007年改建為新葡京後，免費專線巴士改由近舊法院前地開出。美食節場內所有的飲食以及遊戲攤位皆統一使用由主辦單位印發的代金券，代金券面值有五元、十元、二十元，進場的人士需要以澳門幣購買現金券（每次購買五十元或一百元）才可選購標價之食物。
2018年美食節活動起，首次推行電子支付方式，但推行期間一度出現短暫性故障。2019年起更改為全面推行電子支付，認為成效顯著，有商戶反饋電子支付為商戶帶來便捷，顧客消費意慾增加，主辦方指日後考慮取代現金券。支持支付方式包括：銀聯電子錢包卡、銀聯雲閃付、銀聯卡、VISA金融卡、MasterCard、微信支付，另增設中銀“智慧付”、支付寶、Mpay澳門錢包、澳門通。

## 歷屆主辦主題及內容

### 第一屆 2000年
第一屆是在2000年8月的四個星期六日舉行, 當時還邀請了曾志偉, 陳百祥, 譚詠麟等明星陪伴剛上任大半年的當年特首何厚鏵一起剪綵, 當時舞台就放在郵局對開廣場, 攤檔倚着龍記及仁慈堂兩旁伸展至玫瑰堂之間的位置, 因為澳門第一次搞這麽大型的活動, 所以在議事亭及新馬路一帶當時變得很熱鬧, 人山人海.

### 第二屆 2001年
第二屆澳門美食節於2001年12月22日至31日一連10日在當時剛落成的澳門西灣湖廣場舉行。當年共超過200家澳門商號參加，而且還加插「港澳紅星大匯演」,當時的壓軸嘉賓是陳小春。

### 第三屆 2003年
第三屆澳門美食節於2003年11月7日至23日一連17日在澳門西灣湖廣場舉行。這次美食節是第一次提前於11月舉行，主要是配合澳門格蘭披冶大賽車50周年的連串慶祝活動，成為「澳門格蘭披冶大賽車金禧嘉年華」的組成部份。第三屆的美食節有超過100間本澳、內地及東南亞地區的食肆及商號參與，是首次有引入其他地區的商戶參與，美食區分為「澳門街」、「大中華美食街」及「葡國街」三個主題。

### 第四屆 2004年
第四屆澳門美食節於2004年11月13日至12月5日一連23日在澳門西灣湖廣場舉行，第四屆的美食節共設有112個攤位、劃分為「澳門街」、「亞洲美食街」、「大中華美食街」及「葡國街」四個主題。

### 第五屆 2005年
第五屆澳門美食節於2005年11月11日至27日一連17日於澳門西灣湖廣場舉行。同時每日在場内安排豐富的節目表演、競食及啤酒競飲比賽，集「吃喝玩樂」於一身。當年美食節的飲食攤位包括「中式美食街」、「葡國及歐陸美食街」、「日本美食街」、「東南亞美食街」、「甜品」五個主題。

### 第六屆 2006年
第六屆澳門美食節於2006年11月10日至26日一連17日於澳門西灣湖廣場舉行。配合2006年的澳門世界遺產，故把世界文化遺產主題融入美食節中，因此大會口號為「美食世遺耀濠江」。第六屆美食節劃分為中式美食、風味美食、亞太美食、歐陸美食、大中華美食及甜品六個主題區域。
而第六屆美食節更首次舉行了《澳博冰雪世遺冰燈展》，5千呎的室內場地展出16組冰雕及各款冰燈，佔了一半冰雕是澳門世遺景點，不少澳門地標晶瑩通透地呈現，展示出獨

### 第七屆 2007年
第七屆澳門美食節於2007年11月16日至12月2日一連17日於澳門西灣湖廣場舉行。2007年美食節大會口號為「感受澳門·盡享美食」。首屆美酒嘉年華更於2007年夥拍美食節同時舉行。第七屆美食節劃分為「澳門街」、「大中華美食街」、「東亞美食街」、「東南亞美食街」、「歐陸美食街」、「甜品街」六個主題區域。
而第七屆澳門美食節更舉辦澳門首次機械恐龍展覽──《澳博恐龍世界》，以探險形式讓參與者認識恐龍這一史前生物，寓娛樂於教育。

### 第八屆 2008年
第八屆澳門美食節於2008年11月7日至11月23日一連17日於澳門西灣湖廣場舉行。第八屆美食節劃分為「澳門街」、「台灣美食街」、「大中華美食街」、「亞太美食街」、「東南亞美食街」、「歐陸美食街」、「甜品街」七個主題區域。

### 第九屆 2009年
第九屆澳門美食節於2009年11月13日至11月29日一連17日於澳門西灣湖廣場舉行。第九屆美食節劃分為「澳門街」、「中式美食街」、「亞洲美食街」、「歐陸美食街」、「台灣夜市」、「風味美食街」及「甜品街」七個主題區域。
大會在美食節期間準備了精彩表演節目和機動遊戲，並首次引入「互動光影遊戲」，透過實時互動的效果，將簡單的空間幻化成充滿想象的遊戲世界。

### 第十屆 2010年
第十屆澳門美食節於2010年11月5日至11月21日一連17日於澳門西灣湖廣場舉行。第十屆美食節口號為“環球美食．盡在澳門”，創造以環球美食為主題的遊樂園，讓澳門成為一個國際化的美食天堂。大會今年在本地美食區設「中式美食街」、「亞洲美食街」、「歐陸美食街」、「風味美食街」、「甜品街」五個主題區域。

### 第十一屆 2011年
第十一屆澳門美食節於2011年11月11日至11月27日一連17日於澳門西灣湖廣場舉行。2011年美食節口號為“帶你進入奇妙美食樂園”，美食節劃分為「中式美食街」、「歐陸美食街」、「亞洲美食街」、「風味美食街」及「甜品街」五個主題區域。今屆的亮點是以日本美食作主題，主辦方引入嶄新意念，把西灣湖下層打造成極富東瀛風貌的“日本村”，來自東京、築地、大阪、鹿兒島、廣島縣、宮崎縣、長崎縣、山梨縣等地區的二十多家特色飲食商號，為食客烹調地道的東瀛美食，務求帶來耳目一新的歡樂氣氛。

### 第十八屆 2018年
澳門美食節展現了澳門獨有的中西匯聚多元的飲食文化，務求為市民和旅客更新鮮的美食體驗。
「第十八屆澳門美食節」於2018年11月9日至25日，一連十七天假「澳門西灣湖廣場」舉行。本屆美食節由澳門餐飲業聯合商會主辦，澳門飲食業工會、澳門新聞工作者協會、澳門烹飪協會及澳門西菜麵飽工會協辦，澳門特別行政區政府旅遊局、澳門基金會、民政總署及環保局贊助。
以「百變心情好煮意、美食之都譽全球」為主題，糅合「美食之都」、「大灣區發展」等元素，邀請過百家本地著名特色餐飲商號參與，以展現澳門獨有的中西匯聚多元飲食文化，發掘更多餐飲創意，務求為市民及旅客帶來更加新鮮的美食體驗。
澳門美食節是澳門一年一度的美食嘉年華，美食節搜羅了本地及海外的著名特色美食，美食節的規模不斷擴大，由以本地為主到國際參與，由純粹美食節到美食嘉年華。為一年一度世界體壇矚目盛事「澳門格蘭披治大賽車」的重點配套項目之一，讓車迷遊客欣賞賽車之餘，也光臨美食嘉年華品賞各地美食。為市民及旅客締造一個與別不同、樂而忘返的繽紛嘉年華。美食節設有中式美食街、亞洲美食街、歐陸美食街、風味美食街、甜品街等多個美食區，共計百多個美食攤位。美食節其間大會更安排一系列的精彩表演節目，包括：少數民族歌舞、流行曲及懷舊金曲獻唱、舞蹈、魔術、武術表演等，更有啤酒近年還加插煙花匯演、展覽、攤位遊戲、歌唱、表演等環節，而且更舉辦攝影比賽，推廣攝影活動，使得美食節變得更多元化。競飲大賽及主題之夜，內容之豐，令人目不暇給。

### 第十九屆  2019年
第十九屆澳門美食節於2019年11月8日至24日舉行，該屆主題為「慶祝回歸20年 世界美食在眼前」，同時應邀日本北海道著名餐飲美食來澳，於西灣湖廣場下層設「北海道村」。現場設超過150個美食攤位。

### 第二十屆 2020年
第二十屆澳門美食節於於 2020年 11 月 13日至 29 日舉行，受2019冠狀病毒病疫情影響，當局要求所有入場人士須出示澳門健康碼方可入場，在會場工作的人士須接受病毒檢測，用餐人士須在指定用餐區進行用餐。

### 第二十一屆 2021年
第二十一屆澳門美食節定於2021年11月19日至12月5日舉行。提供約120個攤位。
当局要求所有入场人士须出示綠色澳門健康碼及進行體溫監測方可入场，並需全程配戴口罩，無論工作人員或客人都一定要進入進食區才可除口罩進食，離開進食區後便必須戴好口罩；參與商號需嚴格遵守防疫、食安及衞生指引進行營運，及各攤位自行配置酒精搓手液供顧客及工作人員使用。所有參與商號之工作人員必須己完成接種兩針2019冠狀病毒病疫苗或至少每七天接受一次病毒核酸檢測。若美食節舉行期間出現本地確診個案，大會會根據當局指引是否腰斬活動，大會亦不會對商戶作出有關賠償，商戶參展前需自行評估風險。

### 第二十二屆 2022年
第22屆澳門美食節於2022年11月18日至12月4日，一連17日在西灣湖廣場舉行。預計有100多間商號參加，將嚴格按照防疫指引舉行。

### 第二十三屆 2023年
第23屆澳門美食節於2023年11月17日至12月3日舉行，現場將設有140多個美食攤位，顧客消費時不接受現金交易，商號展覽僅接受電子支付。美食節活動宗旨是響應特區政府「1+4」適度多元發展策略，助力建設「世界旅遊休閒中心」的目標持續鞏固澳門「創意城市美食之都」之内涵，為業界構建有效的市場營銷平台，提高品牌知名度和認受性，推動本地餐飲業界持續發展，振興本地消費。
隨著疫後復常，該屆美食節將組織25間東南亞餐飲商號來澳，包括來自韓國、台灣、泰國、新加坡、馬來西亞，將西灣湖下層打造成別具地道風貌的「東南亞村」，以及本地商號攤位有120個。此外為配合遊客，周一至周四開放時間提前一小時於16:00開放，結束營業時間維持至23:00。
為加強強宣傳，特別是利用中國大陸社交平台、短視頻宣傳。該屆起首設網紅直播攤位，邀請多名網紅於活動期間“打卡”分享，期間並舉行攤位佈置比賽，加強商戶線上宣傳。

### 第二十四屆 2024年
以雙慶之年為主題，參與商號全部為本地商號，沒有境外商號參與。當中近五成是屬於首次參加。

## 歷年活動時間
| 屆數       | 舉辦日期                | 活動場地   | 備注                                                                               |
| ---------- | ----------------------- | ---------- | ---------------------------------------------------------------------------------- |
| 第一屆     | 2000年7月15日至8月26日  | 議事亭前地 | 澳門旅遊局的「澳門歡迎您」系列活動之一                                             |
| 第二屆     | 2001年12月22日至31日    | 西灣湖廣場 | 活動分兩大部分，分優惠大行動和嘉年華活動兩部分。                                   |
| 第三屆     | 2003年11月7日至23日     | 西灣湖廣場 |                                                                                    |
| 第四屆     | 2004年11月13日至12月5日 | 西灣湖廣場 | 美食節分兩期擧行，第一期在11月13日至24日，第二期在11月25日至12月5日                |
| 第五屆     | 2005年11月11日至27日    | 西灣湖廣場 |                                                                                    |
| 第六屆     | 2006年11月10日至26日    | 西灣湖廣場 | 為響應旅遊局推廣世遺年，增加「澳博冰雪世遺冰燈展」                                 |
| 第七屆     | 2007年11月16日至12月2日 | 西灣湖廣場 | 首次與日本大型機械恐龍展覽公司Kokoro Company.Ltd合作，舉行「恐龍世界」機械恐龍展覽 |
| 第八屆     | 2008年11月7日至23日     | 西灣湖廣場 |                                                                                    |
| 第九屆     | 2009年11月13日至29日    | 西灣湖廣場 |                                                                                    |
| 第十屆     | 2010年11月5日至21日     | 西灣湖廣場 | 與環保局合作推行「美食節減廢計劃」                                                 |
| 第十一屆   | 2011年11月11日至27日    | 西灣湖廣場 | 邀請到日本隊伍來澳參與                                                             |
| 第十二屆   | 2012年11月9日至25日     | 西灣湖廣場 | 由於中、日兩國政治氣氛緊張，今屆美食節取銷日本美食專區                             |
| 第十三屆   | 2013年11月8日至24日     | 西灣湖廣場 | 邀請來自泰國各地的特色餐飲商號參與                                                 |
| 第十四屆   | 2014年11月7日至23日     | 西灣湖廣場 | 邀請日本關西隊伍來澳參與                                                           |
| 第十五屆   | 2015年11月13日至29日    | 西灣湖廣場 |                                                                                    |
| 第十六屆   | 2016年11月11日至27日    | 西灣湖廣場 |                                                                                    |
| 第十七屆   | 2017年11月10日至26日    | 西灣湖廣場 | 今屆新增中銀美食閃付卡消費方式                                                     |
| 第十八屆   | 2018年11月9日至25日     | 西灣湖廣場 |                                                                                    |
| 第十九屆   | 2019年11月8日至24日     | 西灣湖廣場 |                                                                                    |
| 第二十屆   | 2020年11月13日至29日    | 西灣湖廣場 |                                                                                    |
| 第二十一屆 | 2021年11月19日至12月5日 | 西灣湖廣場 |                                                                                    |
| 第二十二屆 | 2022年11月18日至12月4日 | 西灣湖廣場 |                                                                                    |
| 第二十三屆 | 2023年11月17日至12月3日 | 西灣湖廣場 |                                                                                    |
| 第二十四屆 | 2024年11月15日至12月1日 | 西灣湖廣場 |                                                                                    |

## 接駁交通
在澳門美食節舉行期間，設有4條免費穿梭巴士路線往返會場，3條免費路線往返澳門半島，另外1條免費路線往返氹仔島。公共汽車方面，位於西灣湖廣場對面的澳門旅遊塔正門及側門旁設有兩個公共巴士站，分別是澳門旅遊塔和旅遊塔／行車隧道站。而部分大型娛樂場或渡假村（如澳門美高梅 / 美獅美高梅、新濠天地 / 新濠影匯、上葡京）設有免費穿梭巴士往返澳門旅遊塔，乘客可在該站上落往返會場。

### 澳門美食節免費穿梭巴士
1. 西灣湖廣場（澳門美食節） ⇔ 南灣（國際銀行）
2. 西灣湖廣場（澳門美食節） ⇔ 祐漢市場街
3. 西灣湖廣場（澳門美食節） ⇔ 氹仔中央公園（成都街）
4. 西灣湖廣場（澳門美食節） ⇔ 關閘東側上落客區

#### 營運時間
- 星期一至四：16:00-22:00（開往會場）／16:30-23:30（會場開出）
- 星期五至日：15:00-23:00（開往會場）／15:00-00:30（會場開出）

### 公共巴士站點
- 澳門旅遊塔（巴士站）
- 旅遊塔／行車隧道

## 相關事件

### 考慮移師路氹表演區
活動統籌委員會主席陳澤武總結形容今屆人流爭少少，最後兩天人流則較上屆同期好些，但整體營業額較上屆差一成多。若未來有更好場地，且交通配套完善，或考慮轉場舉行，讓活動規模更理想。對於會否考慮到更大的場地舉行美食節，陳澤武直言，一切或要重新籌備，但路氹剛啟用的大型演出場地，若交通配套完善，也可以考慮轉場地，屆時也能夠邀請更多商戶參與。最後他並稱讚今年入場人士雖多，但大多注重場地清潔，減輕清潔人員工作壓力。

## 外部連結
- 澳門美食節的Facebook專頁
- 澳門美食節的Instagram帳戶
- 澳門旅遊局─澳門美食節介紹 （页面存档备份，存于）